# Mô hình IS–LM
Mô hình IS-LM: cũng được biết đến như là mô hình Hicks-Hansen, được nhà kinh tế học người Anh John Hicks (1904-1989) và nhà kinh tế học của Hoa Kỳ Alvin Hansen (1887-1975) đưa ra và phát triển. Mô hình IS-LM đã được sử dụng để kết hợp các hoạt động khác nhau của nền kinh tế: nó là sự kết hợp của thị trường tài chính (tiền tệ) với thị trường hàng hóa và dịch vụ. Trong nền kinh tế đóng thì mô hình không chịu ảnh hưởng của các yếu tố bên ngoài nền kinh tế: xuất khẩu ròng (NX), tỷ giá hối đoái,lãi suất thế giới...
Trong tiếng Anh, IS-LM là viết tắt của Investment/Saving - Liquidity preference/Money supply (Đầu tư/Tiết kiệm - Nhu cầu thanh khoản/Cung tiền).

## Cơ sở hình thành mô hình

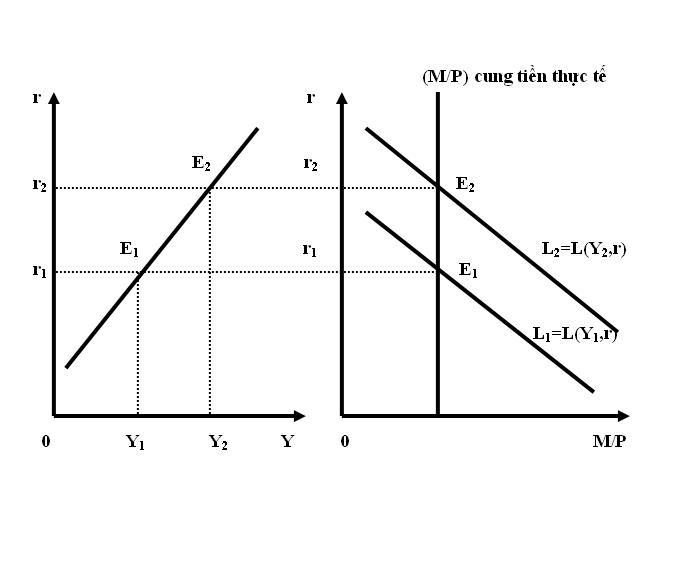
Hình mô tả cách xây dựng đường LM

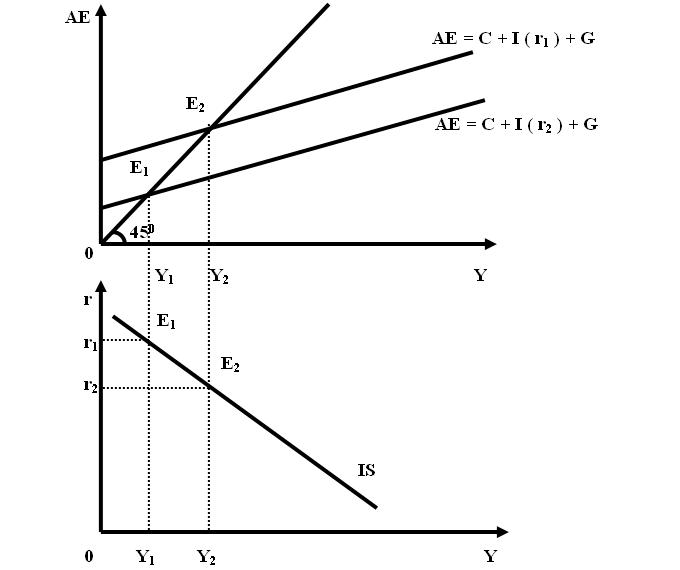
Hình mô tả cách xây dựng đường IS

Xem bài riêng về đường IS và đường LM
- Phương trình biểu hiện trạng thái cân bằng trên thị trường hàng hóa của một nền kinh tế đóng:Y = C + I + G
  - C = C (Y - T)
  - I = I (r)
  - G = {\displaystyle {\bar {G}}\ }
  - T = {\displaystyle {\bar {T}}\ }
- Phương trình biểu hiện trạng thái cân bằng trên thị trường tiền tệ của một nền kinh tế đóng: M / P = L (Y, r)
- Xây dựng đường IS:Đường IS là tập hợp các kết hợp khác nhau giữa lãi suất và thu nhập sao cho tổng chi tiêu kế hoạch đúng bằng thu nhập.

Phương trình đường tổng chi tiêu kế hoạch: AE = C (Y - T) + I (r) + G
- Xây dựng đường LM: Đường LM là tập hợp các kết hợp khác nhau giữa lãi suất và thu nhập sao cho cầu tiền thực tế bằng cung tiền thực tế.

## Trạng thái cân bằng đồng thời trên cả hai thị trườnghàng hóavàtiền tệ

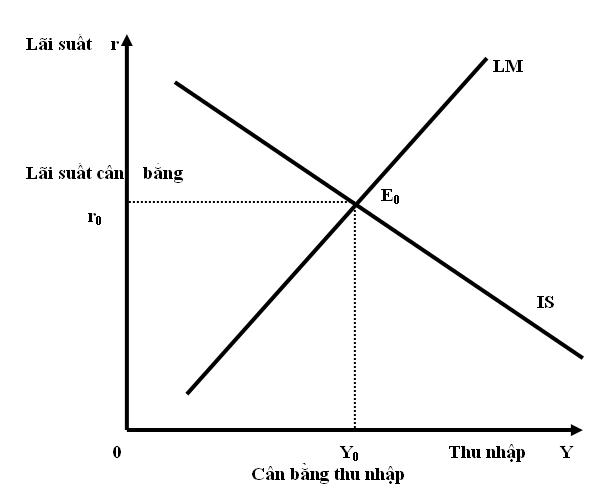
Cân bằng IS-LM trong nền kinh tế đóng

- Trạng thái cân bằng đồng thời trên cả hai thị trường hàng hóa và tiền tệ là trạng thái được biểu hiện sự kết hợp hai thị trường này trong cùng một mô hình.
- Điểm cân bằng trên cả hai thị trường này phải thỏa mãn đồng thời hai phương trình:
  - (IS): Y = C (Y - T) + I (r) + G
  - (LM): M / P = L (Y, r)

### Kết hợp haiđường ISvàLM

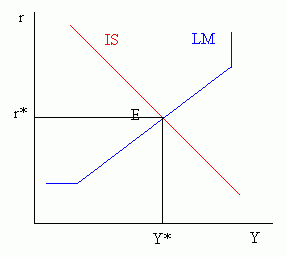
Giao điểm giữa hai đường IS và LM là điểm cân bằng đồng thời cả hai thị trường hàng hóa và tiền tệ

Có thể kết hợp hai đường IS và LM vào cùng một đồ thị với trục tung là các mức lãi suất thực tế r và trục hoành là các mức thu nhập Y. Giả định là không có tình huống nào hai đường này không gặp nhau.
Giao điểm E giữa đường IS và đường LM chính là điểm cân bằng đồng thời cả thị trường hàng hóa lẫn thị trường tiền tệ. Điểm E giúp xác định mức thu nhập cân bằng Y* và mức lãi suất thực tế cân bằng r*.
Mỗi đường đều có thể có hình dáng thông thường, tức là đường IS dốc xuống phía phải và đường LM dốc lên phía phải. Mỗi đường đều có thể có hình dáng nằm ngang và mỗi đường đều có thể có hình dáng thẳng đứng.
Như vậy, sẽ có bảy tình huống hai đường IS và LM gặp nhau và hai tình huống hai đường không gặp nhau (chúng ta sẽ không xem xét hai tình huống này).

### Tình huống thông thường
Chính sách tài chính và chính sách tiền tệ phát huy hiệu lực, nhưng mức độ phụ thuộc vào độ dốc của hai đường IS và LM.
Khi hai chính sách cùng được thực hiện một lúc và theo cùng hướng nới lỏng hay cùng hướng thắt chặt, hiệu quả đối với tăng thu nhập là rất lớn. Còn khi hai chính sách cùng được thực hiện một lúc, nhưng một chính sách theo hướng nới lỏng còn một chính sách theo hương thắt chặt, thì hiệu quả tới thu nhập nhỏ. Đây gọi là ảnh hưởng triệt tiêu.

### Tình huống đặc biệt
- Chính sách tiền tệ vô hiệu lực:

Đường LM ở đoạn nằm ngang gặp đường IS dốc xuống phía phải (tình huống 2) hoặc đường IS thẳng đứng (tình huống 3). Các tình huống này gọi là bẫy thanh khoản. Lúc này chỉ có chính sách tài chính là phát huy được tác dụng, còn chính sách tiền tệ vô hiệu lực. Chính phủ nới lỏng tài chính bao nhiêu thì thu nhập tăng lên bấy nhiêu, và thắt chặt bao nhiêu thì thu nhập giảm bấy nhiêu. Tương tự khi đường LM ở đoạn dốc lên gặp đường IS thẳng đứng (tình huống 4).
- Chính sách tài chính vô hiệu lực

Đường LM ở đoạn thẳng đứng gặp đường IS dốc xuống (tình huống 5) hoặc đường IS nằm ngang (tình huống 6). Lúc này chính sách tài chính vô hiệu lực. Ngược lại, chính sách tiền tệ phát huy tác dụng tối đa; cung tiền tăng bao nhiêu thì thu nhập tăng bấy nhiêu. Tương tự khi đường IS nằm ngang gặp đường LM ở đoạn dốc lên (tình huống 7).

## Hình minh họa các tình huống

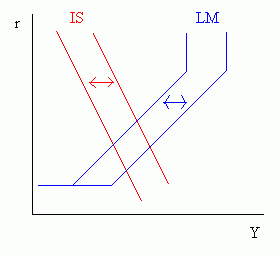
Tình huống 1
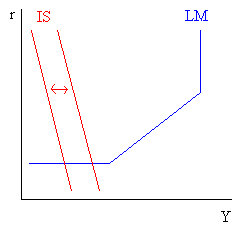
Tình huống 2
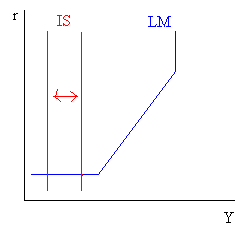
Tình huống 3
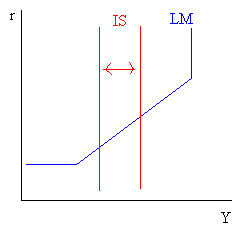
Tình huống 4
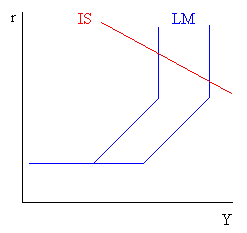
Tình huống 5
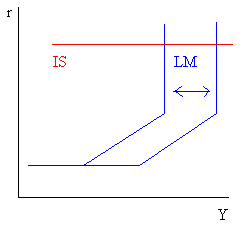
Tình huống 6
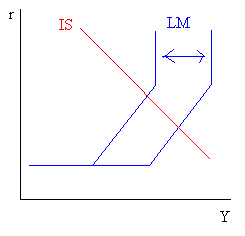
Tình huống 7